# Sharon Doorson
Sharon Doorson (Utrecht, 24 aprile 1987) è una cantante olandese.

## Carriera
Ha incominciato a cantare da piccolissima quando all'età di sei anni vinse il Miniplaybackshow. Ha successivamente tentato la fortuna nel 2003 presentandosi alla seconda edizione del talent show Idols (Versione Olandese di Pop Idol), non riuscendo però ad arrivare alle fasi finali.
Un anno dopo Sharon prende parte al talent show Popstars - the Rivals, la versione olandese di Popstars. Lianne insieme ad altre quattro ragazze forma il gruppo femminile Raffish.
Con le Raffish pubblica il singolo Plaything che si aggiudica la #1 nei Paesi Bassi. Nel 2005 pubblicano l'album How Raffish Are You?, da cui estraggono altri due singoli: Thursday's Child e Let Go. Nel 2006 il gruppo si scioglie ufficialmente e le ragazze intraprendono carriere soliste.
Chiusa l'esperienza Raffish, Sharon decide di iscriversi al conservatorio di Rotterdam. Successivamente collabora con numerosi dj famosi divenendo nota nella scena house con il nome d'arte MC Sharon D.
Nel 2008 sceglie il nome d'arte Miss Cherry per intraprendere una carriera solista che però non decolla. Nel 2010 aderisce al gruppo Twenty 4 Seven assieme a Stay-C e alla ex collega Li-Ann, ma abbandona il progetto poco dopo.
Nel 2011 si presenta alle audizioni di The Voice of Holland e riesce ad entrare in semifinale nel team di Marco Borsato.
Nel settembre 2012 debutta ufficialmente da solista con il brano Fail in Love, il brano è un successo internazionale e riesce ad entrare in classifica in diversi paesi europei. Il brano viene certificato "disco d'oro" il 5 aprile 2013.
Il 15 febbraio 2013 viene pubblicato il secondo singolo "High on Your Love" ottenendo un buon successo raggiungendo la #12 nella classifica olandese e riuscendo ad entrare in altre classifiche europee.
Sharon nell'aprile 2013 partecipa al brano Koningslied insieme ad altri artisti olandesi, canzone scritta in occasione dell'incoronazione del principe Guglielmo Alessandro dei Paesi Bassi come Re dei Paesi Bassi il 30 aprile 2013. Il brano è stato pubblicato sotto richiesta del Nationaal Comité Inhuldiging e nonostante le dure critiche ricevute, ha ottenuto un notevole successo commerciale raggiungendo il secondo posto nella classifica olandese.
Il 31 maggio 2013 viene pubblicato il terzo singolo ufficiale: Killer, che farà da apripista al primo album solista di Sharon, che si intitola anch'esso Killer, pubblicato il 7 giugno, che ha raggiunto la ventesima posizione nella classifica Olandese.
Successivamente dall'album estrae altri due singoli: "Can't Live Without You", in collaborazione con Mischa Daniels e Run Run.
Il 14 marzo 2014 viene pubblicato il singolo Louder, che farà da apripista al secondo album della cantante.

## Discografia

### Come solista

#### Album
- 2013 - Killer

#### Singoli
- 2012 - Fail In Love
- 2013 - High On Your Love
- 2013 - Killer
- 2013 - Can't Live Without You (con Mischa Daniels)
- 2013 - Run Run
- 2014 - Louder
- 2015 - Dance, Dance, Dance
- 2016 - How You Like It

#### Altri brani
- 2013 - Koningslied
- 2013 - I'm Over You (feat. Maison & Dragen)
- 2015 - Feel Like Dancing (feat. Nils Van Zandt)